# Lothar Wierschowski
Lothar Wierschowski (* 6. Oktober 1952 in Extertal-Bösingfeld) ist ein deutscher Althistoriker.
Wierschowski studierte in Münster Germanistik und Geschichte und legte 1979 das Staatsexamen ab. 1983 wurde er an der Technischen Universität Braunschweig promoviert. Thema der Dissertation war Heer und Wirtschaft. Das römische Heer der Prinzipatszeit als Wirtschaftsfaktor. Anschließend wurde er Assistent an der Universität Oldenburg, wo er 1993 mit der Arbeit Die regionale Mobilität in Gallien nach den Inschriften des 1. bis 3. Jahrhunderts n. Chr. Quantitative Studien zur Sozial- und Wirtschaftsgeschichte der westlichen Provinzen des Römischen Reiches habilitiert wurde. Danach wurde er an der Universität Oldenburg zum Oberassistenten, später wurde er dort 1995 zum außerordentlichen Professor ernannt. Wierschowski ist im Schuldienst tätig, bis Mitte 2012 unterrichtete er als Latein- und Geschichtslehrer am Gymnasium Ritterhude. Bis 2018 unterrichtete er an der Kooperativen Gesamtschule Rastede.
Wierschowskis Forschungsschwerpunkte liegen im Bereich der lateinischen Epigraphik, der römischen Wirtschaftsgeschichte sowie der gallischen Geschichte.

## Schriften
- Heer und Wirtschaft. Das römische Heer der Prinzipatszeit als Wirtschaftsfaktor, Habelt, Bonn 1984, ISBN 3-7749-2112-1 (Habelts Dissertationsdrucke. Reihe Alte Geschichte, H. 20).
- Die regionale Mobilität in Gallien nach den Inschriften des 1. bis 3. Jahrhunderts n. Chr. Quantitative Studien zur Sozial- und Wirtschaftsgeschichte der westlichen Provinzen des Römischen Reiches, Steiner, Stuttgart 1995, ISBN 3-515-06720-5 (Historia Einzelschriften, H. 91).
- Fremde in Gallien – „Gallier“ in der Fremde. Die epigraphisch bezeugte Mobilität in, von und nach Gallien vom 1. bis 3. Jh. n. Chr. Texte, Übersetzungen, Kommentare, Steiner, Stuttgart 2001, ISBN 3-515-07970-X (Historia Einzelschriften, H. 159).